# 岳山
岳山（？—？），正蓝旗满洲人，清朝官员。监生出身。
嘉庆三年（1798年），任福州府知府。嘉慶二十三年（1818年），任泉州府知府。